# Orage (bateau)
Pour les articles homonymes, voir Orage (homonymie).
L’Orage est un navire en service dans la marine nationale française de 1968 à 2007. C'est un transport de chalands de débarquement (TCD) de la classe Ouragan. Son indicatif visuel est L9022. Limoges est sa ville marraine.  
Lancé le 22 avril 1967 des chantiers de la DCAN de Brest, il a été admis au service actif le 1er avril 1968.
Retiré du service le 29 juin 2007 à Toulon, il a quitté Toulon le 4 août 2017 vers son lieu de démantèlement à Gand, en Belgique afin d'y être ferraillé par le groupe franco-belge Galloo.
Une amicale d'anciens marins a été créée le 29 juin 2017, dix ans jour pour jour après la dernière sortie à la mer du bâtiment.

## Histoire
L'Orage est mis en chantier le 20 juin 1966 et lancé le 22 avril 1967.